# Cimetière d'Antakalnis
Le cimetière d'Antakalnis (en Lituanien : Antakalnio kapinės) est un cimetière boisé situé dans le seniūnija d'Antakalnis à Vilnius. Son territoire mesure 15,60 hectares,.

## Historique
Aux XVIIe-XVIIIe siècles c'était un endroit isolé, une forêt appartenant à la maison Sapieha. À la fin du XVIIIe siècle, on y a construit l'église et le monastère du Seigneur Jésus. Des cryptes destinées à la famille Sapieha ont été installées dans les sous-sols de l'église. Dans le mur intérieur de l'église, en 1744 un monument en marbre de style rococo a été construit à la mémoire d'Aleksander Paweł Sapieha. Cette œuvre d'art a été détruite par les autorités tsaristes en 1864, elle n'est connue que grâce à une lithographie. Derrière les murs de l'église et du monastère, se trouvait un cimetière paroissial catholique et, selon les coutumes de l’époque, les personnes d’autres confessions religieuses n’y étaient pas enterrées.
En 1809, on y a établi un hôpital militaire temporaire avec un cimetière adjacent. À Vilnius, ce fut le premier cimetière laïc destiné à différents groupes de défunts tels que les soldats, les orphelins et, plus tard, les participants à la Première Guerre mondiale.
En 1919-1921, une parcelle a été créée pour les soldats polonais morts pendant la guerre soviéto-polonaise de 1919-1920.
Après la Seconde Guerre mondiale, un mémorial dédié aux soldats de l'armée soviétique fut érigé.
En 2002, on a retrouvé les restes de 2000  soldats napoléoniens morts de faim et de blessures à Vilnius alors qu'ils se retiraient devant l'armée russe lors de la campagne militaire menée par l’empereur Napoléon Ier en 1812.
En 2022, six statues en granit gris de soldats soviétiques de la Seconde Guerre mondiale ont été retirées du cimetière. Le maire de Vilnius, Remigijus Šimašius, a déclaré que « les tombes et les pierres tombales ne seront pas touchées », car le retrait ne concerne que les « statues de propagande soviétique ». Les travaux de retrait ont coûté 60 000 euros, selon la municipalité,.

## Galerie

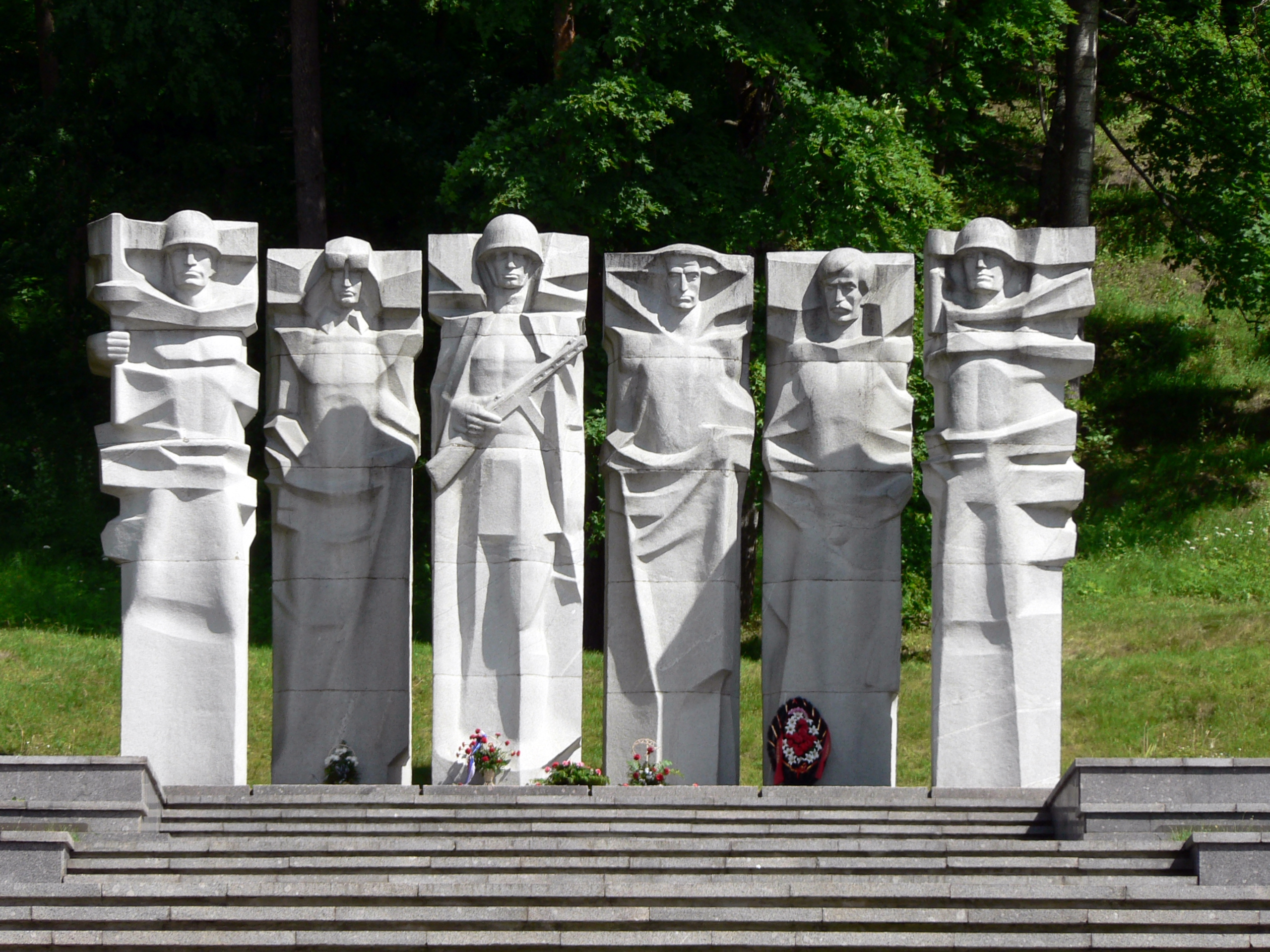
Monument des héros de l'armée soviétique.
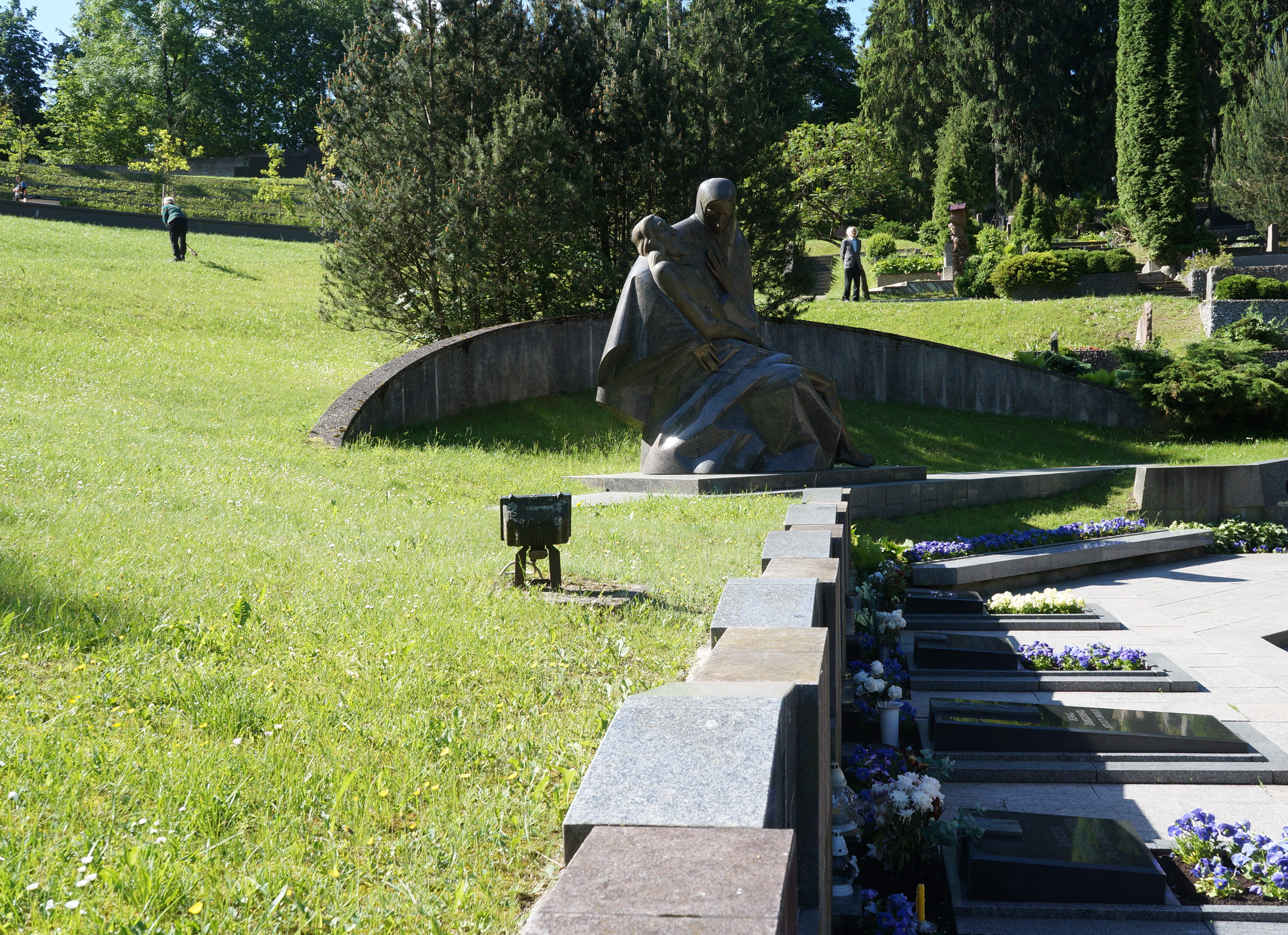
Mémorial aux victimes des événements de Vilnius du 1991.
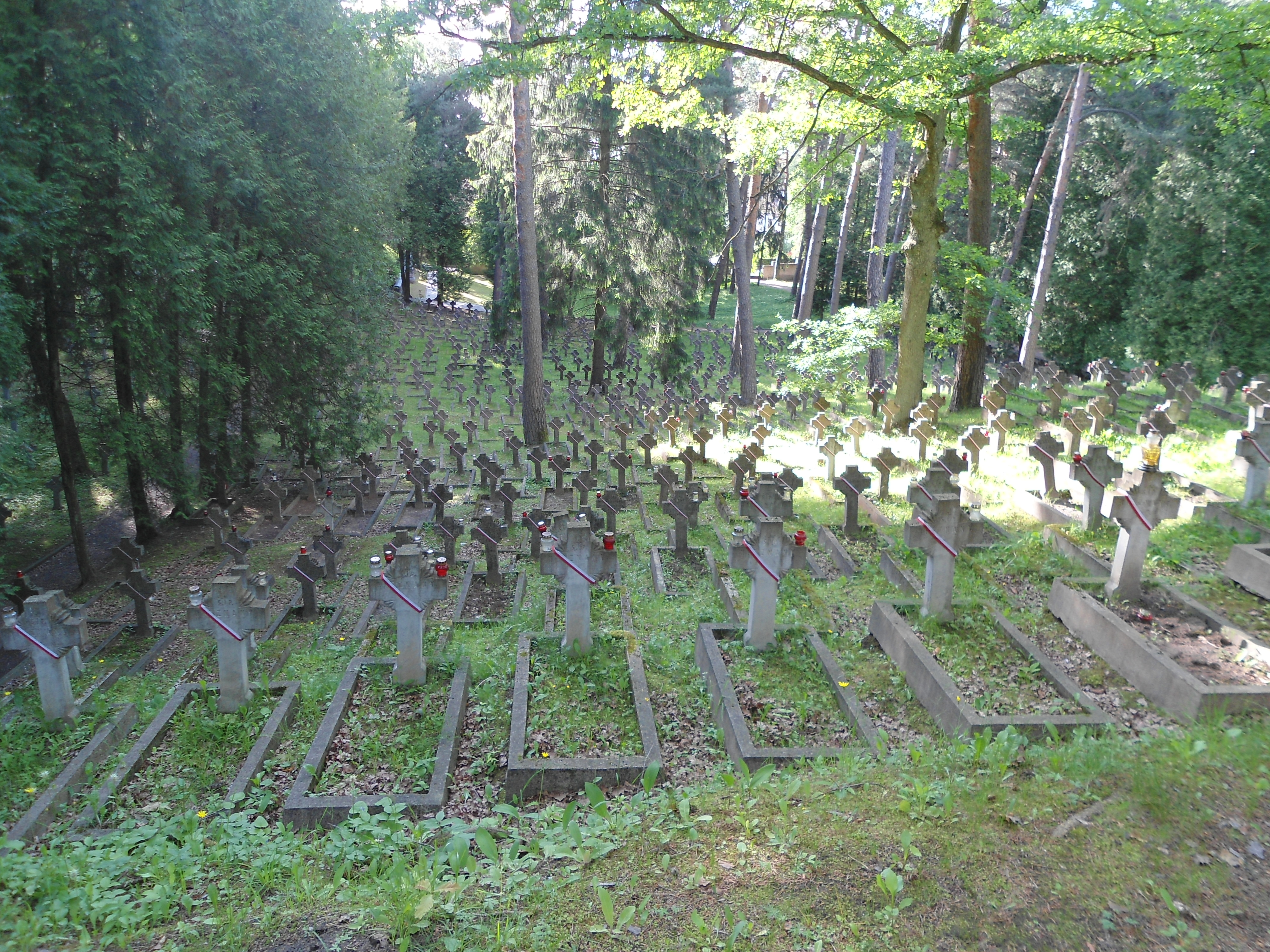
Carré militaire de la guerre soviéto-polonaise.
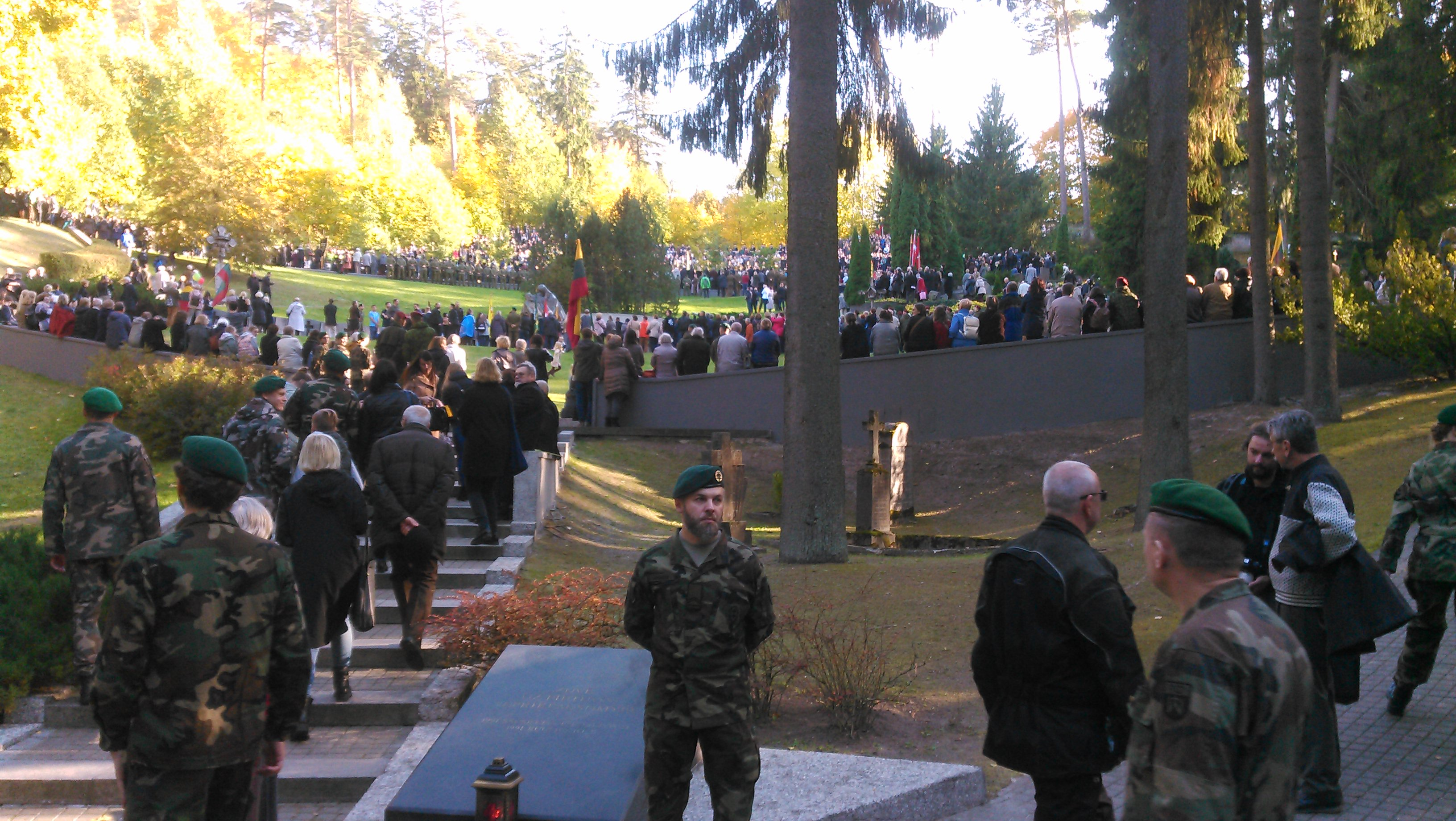
Commémoration du résistant lituanien Adolfas Ramanauskas en 2019.
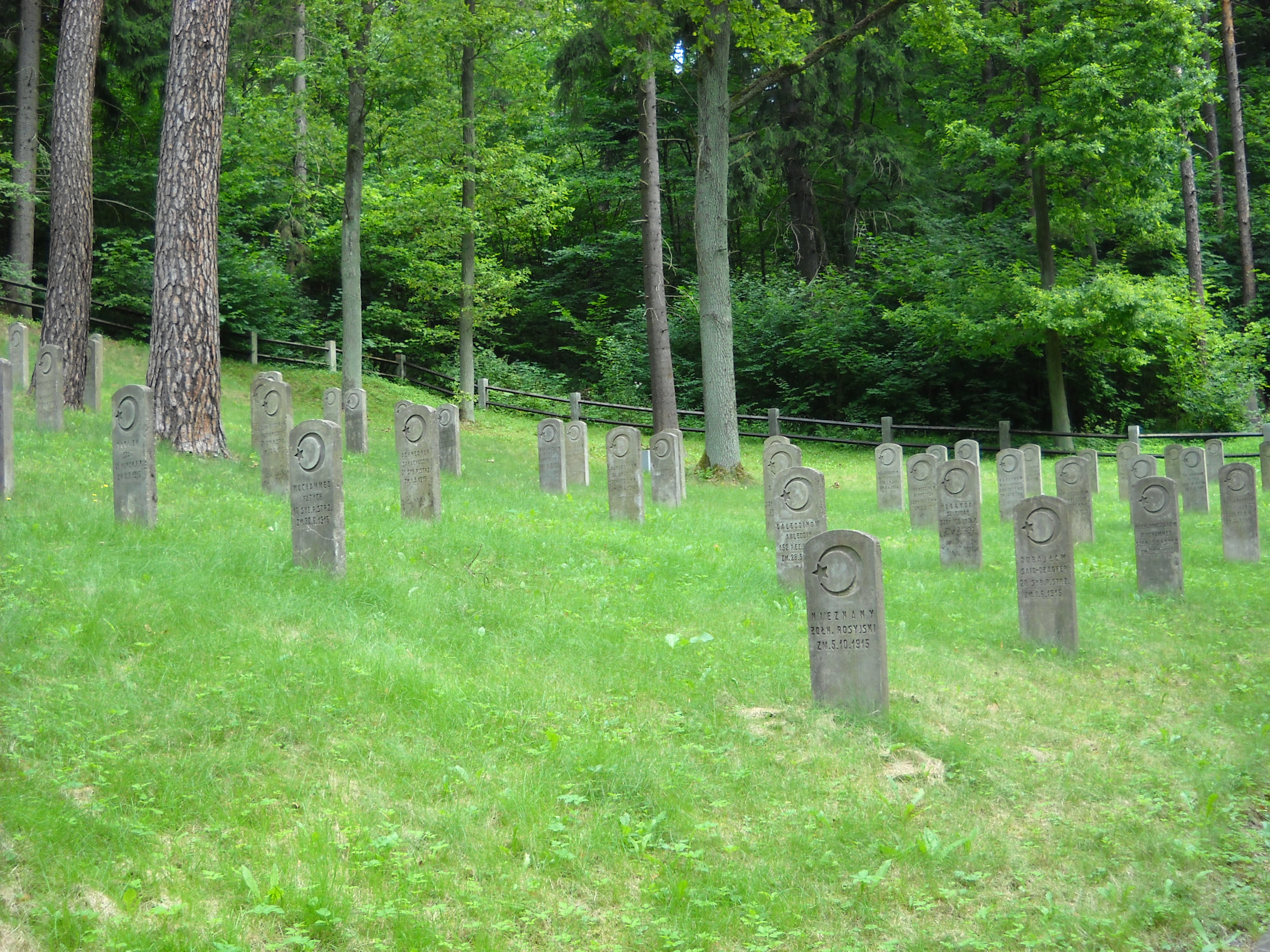
Tombes des soldats musulmans de l'Armée impériale russe.
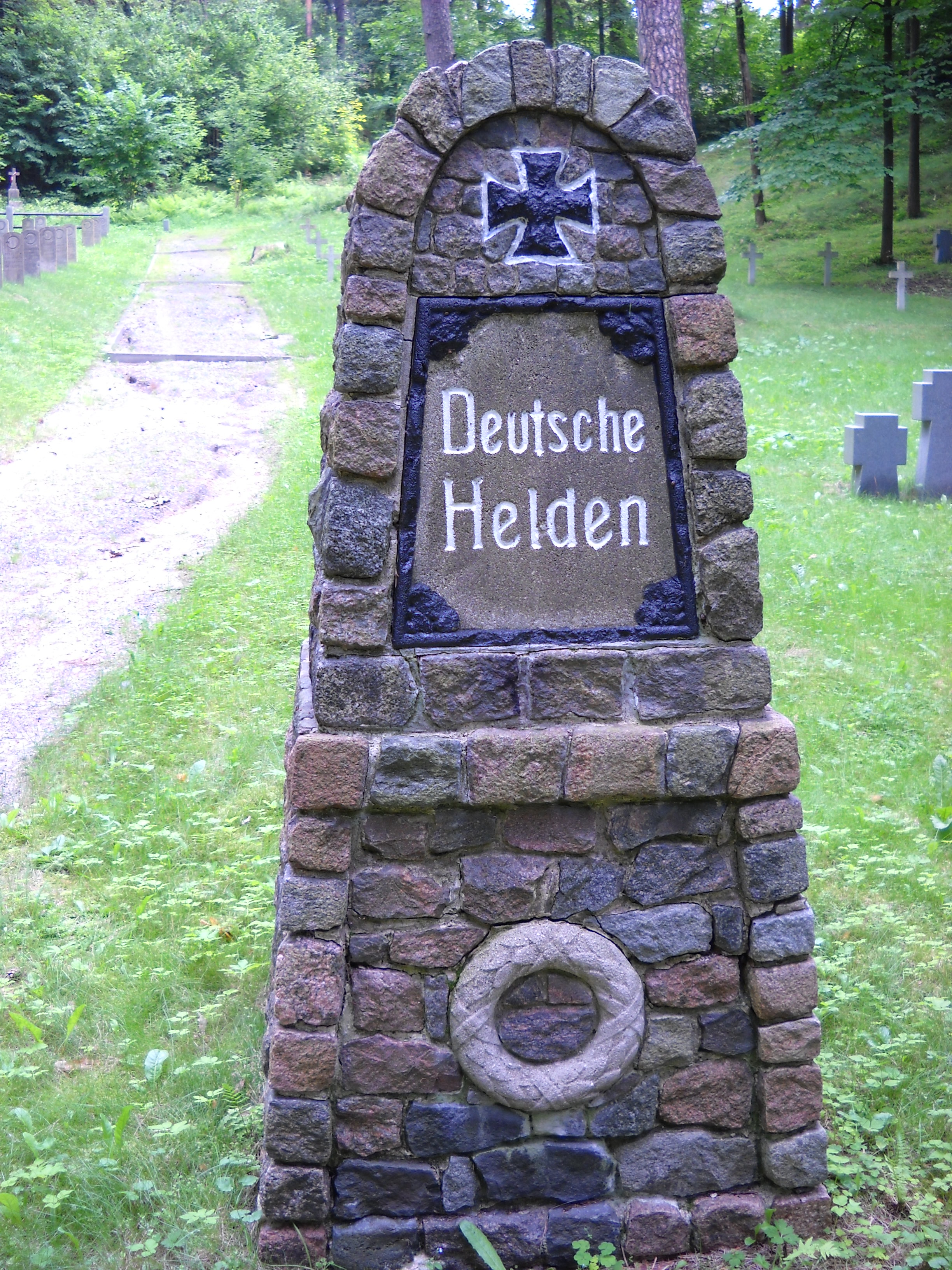
Monument aux soldats allemands de la Première Guerre mondiale. Construit en 1915 par l'armée allemande.